# Kálnoky Antal

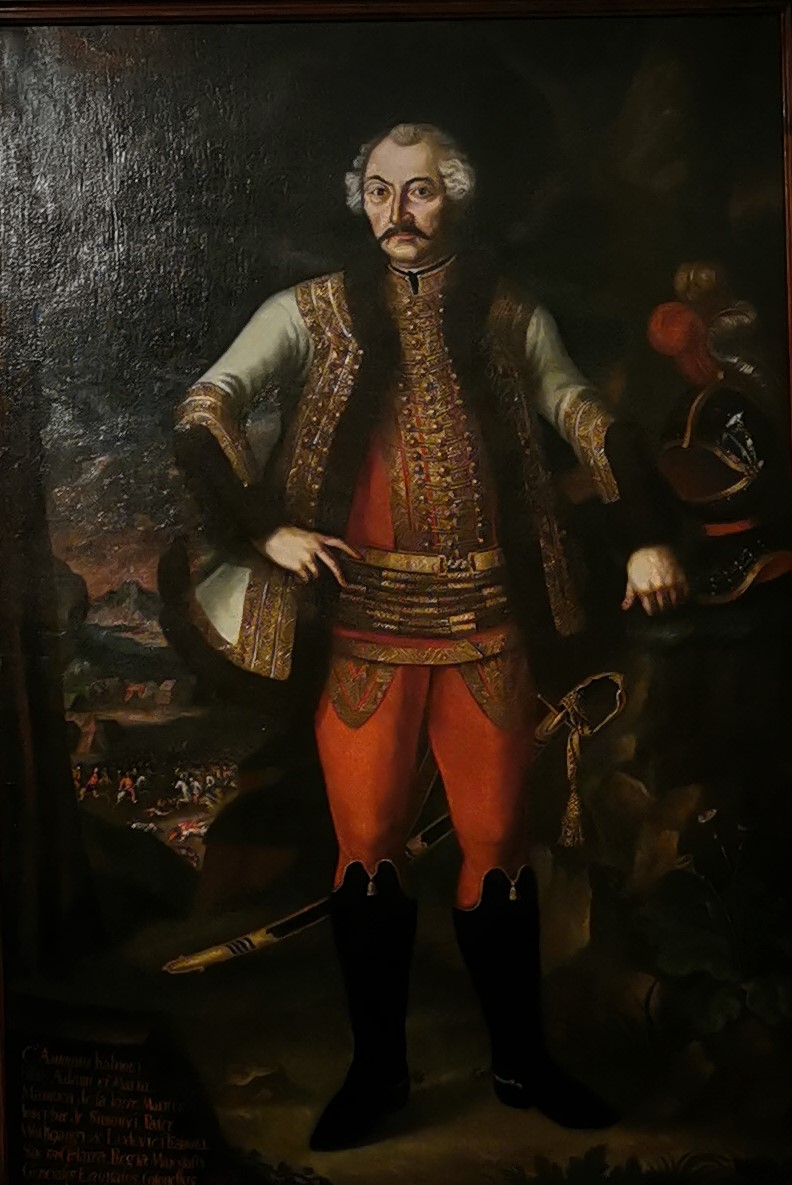
1750 körül

Kálnoky Antal (Kőröspatak, 1707. szeptember 30. – 1783. június 16.)
lovassági tábornok. Részt vett az 1737-es török, az osztrák örökösödési és a hétéves háborúban. A Kálnoky Lovas Huszár Ezred alapítója. Az ezredben szolgált Hertelendy Gábor. Tholdalagi III. János kapitányként szolgált az ezredben.